# Jang Sung-taek
Jang Song-thaek (Hán Việt: Trương Thành Trạch, 22 tháng 1 năm 1946 – 12 tháng 12 năm 2013) là một chính trị gia người Triều Tiên, là em rể của Kim Jong-il, lãnh đạo tối cao của Bắc Triều Tiên. Ông là một trong những nhân vật quyền lực hàng đầu trong chính phủ Bắc Triều Tiên, là thành viên Ủy ban Quốc phòng từ năm 2009, cùng với vợ Kim Kyong-hui (em gái Kim Jong-il), là người được cho là có quyền lực de facto khi Kim Chính Nhật lâm bệnh và khi Kim Jong-un lên nắm quyền lãnh đạo Bắc Triều Tiên. Jang từng là Ủy viên bộ chính trị, Ủy viên Đoàn chủ tịch, Phó Chủ tịch Ủy ban Quốc phòng quốc gia, một vị trí được coi là chỉ đứng thứ hai trong nhóm Lãnh tụ tối cao..
Ông đồng thời là giám đốc của Ngân hàng Phát triển Nhà nước, Giám đốc của Tập đoàn Đầu tư quốc tế Taepung và là giám đốc của Tập đoàn Quốc tế Taesong.
Jang sinh ra ở Kangwon. Ông tốt nghiệp từ trường cao cấp Kim Nhật Thành trước đi Moskva, nơi ông nghiên cứu từ năm 1968 và 1972. Khi trở về, ông kết hôn với Kim Kyong-hui, em gái của Kim Chính Nhật. Cặp vợ chồng có một con gái là Jang Kum-song (1977-2006), cô sống ở Paris trong thân phận của một sinh viên quốc tế, cô từ chối lệnh trở về Bình Nhưỡng và sau đó tự sát trong tháng 9 năm 2006, người ta cho rằng nguyên nhân là vì Jang Sung-taek và vợ phản đối mối quan hệ giữa cô với bạn trai.
Theo KCNA, ngày 8 tháng 12 năm 2013, ông bị cách chức và bị khai trừ khỏi Đảng Lao động Triều Tiên sau cuộc họp Bộ Chính trị của Trung ương đảng Lao động. Ông bị cáo buộc "Phe nhóm Jang Sung-taek đã phạm các tội danh phản đảng, phản cách mạng, làm tổn hại sự thống nhất và đoàn kết trong đảng". Ngoài ra, ông còn bị cáo buộc phạm tội tham nhũng, đồi trụy, sử dụng ma túy, có quan hệ bất chính với nhiều phụ nữ và tham gia đánh bạc tại nước ngoài.
Ngày 12 tháng 12 năm 2013, các phương tiện truyền thông Bắc Triều Tiên đưa tin ông đã bị xử tử sau một phiên tòa